# Hesselagergård
Le château de Hesselagergård est un château danois situé dans le sud-est de l'île de Fionie, près de Gudme. C'est le château Renaissance le plus ancien du royaume de Danemark. Il a été construit pour Johan Friis sous le règne de Christian III et de Frédéric II.

## Historique
Le domaine a été mentionné par écrit pour la première fois au XIIIe siècle dans le Liber Census Daniæ de Valdemar II, en tant que domaine appartenant à la couronne. Il appartient en 1419 à la famille Bild.
Il est reconstruit entre 1538 et 1550 en style Renaissance pour Johan Friis (1494-1570), homme des plus puissants du royaume, sans doute par Martin Bussert (en). Il comporte des éléments de style gothique tardif et une tour au nord-est. Deux autres tours sont ajoutées en 1548 et le château est rehaussé par Jakob Binck. Sa toiture caractéristique à pignons date de 1550. Le château reste dans la famille Friis, jusqu'en 1682. 
Andersen visite le château en 1850 et décrit comment il se sent mal à l'aise, lorsqu'il voit les portraits du duc d'Augustenborg et de son frère le prince de Noer sur les murs d'un cabinet de toilette (Journal, 22 juin).
La famille Blixen-Finecke achète le château et ses terres agricoles en 1904.